# Cellypha goldbachii
Cellypha goldbachii là một loài nấm trong họ Tricholomataceae. Nó là loài điển hình của chi Cellypha.